# Canala (animal)
Canala es un género de arañas araneomorfas de la familia Desidae. Se encuentra en  Nueva Caledonia.

## Lista de especies
Según The World Spider Catalog 12.0:
- Canala longipes (Berland, 1924)
- Canala magna (Berland, 1924)
- Canala poya Gray, 1992